# Puffinus gavia
La pardela gavia (Puffinus gavia) es una especie de ave procellariforme de la familia Procellariidae que vive en los océanos circundantes a Nueva Zelanda y Australia oriental.

## Distribución

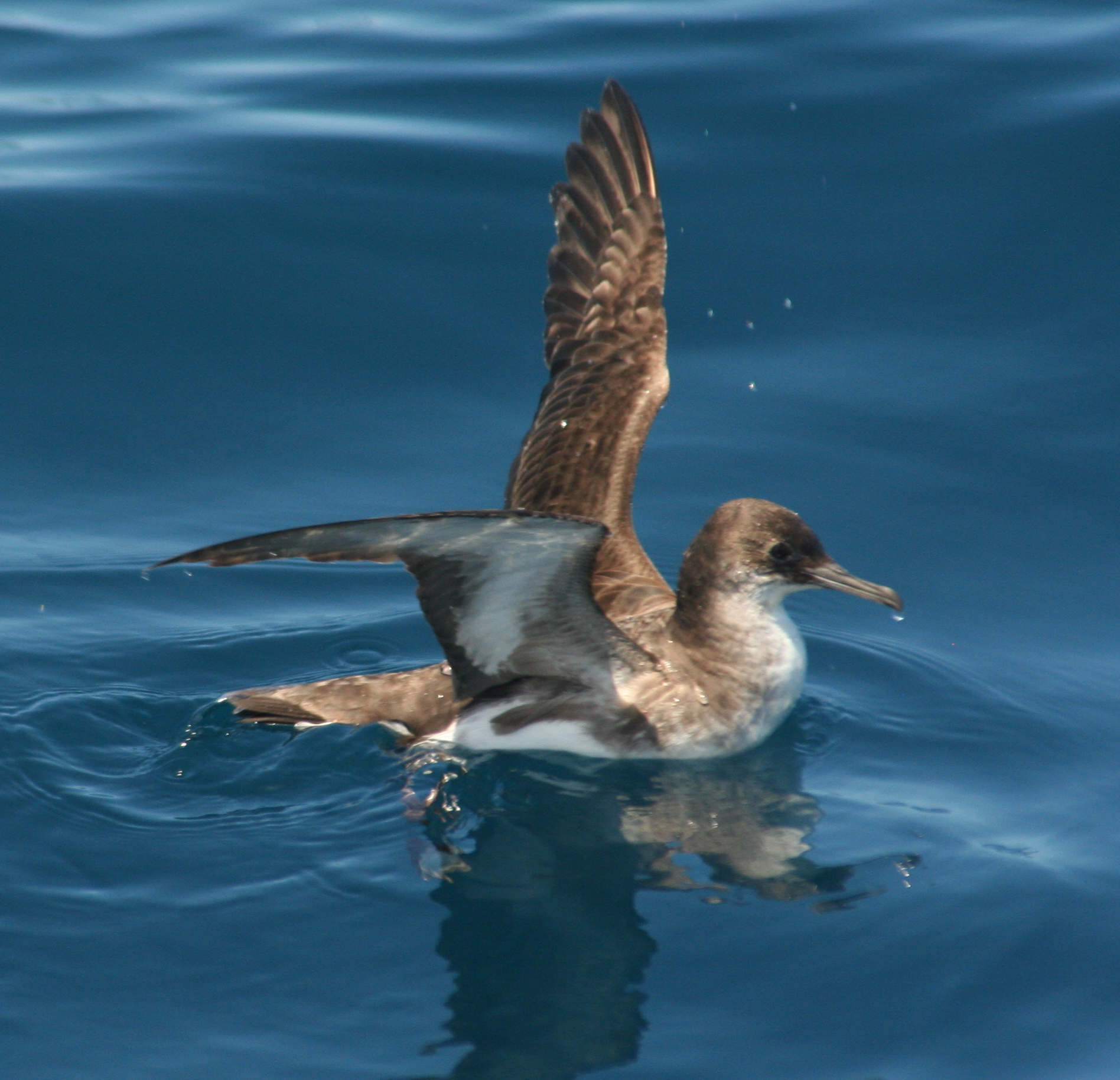
Puffinus gavia

Se extiende por el océano Pacífico suroccidental y el extremo suroriental del Índico. Se reproduce colonialmente en pequeñas islas en la mayoría de los archipiélagos de la zona.